# Matthew Fox (duchovní)
Matthew Fox (rodným jménem Timothy James Fox; * 21. prosince 1940, Madison ve Wisconsinu) je americký episkopální duchovní, teolog a spisovatel.

## Život
Narodil se jako Timothy James Fox v Madisonu ve Wisconsinu, v mládí vstoupil do Řádu bratří kazatelů. Studoval na Aquinas Institute of Theology a posléze na Institut Catholique de Paris. V roce 1988 mu Kongregace pro nauku víry zakázala vyučovat katolickou teologii (především pro odmítání katolického učení o dědičném hříchu), v roce 1992 byl vyloučen z řádu. Od roku 1994 působí v řadách episkopální církve.